# Storstrøms Amt
Storstrøms Amt byl dánský okres. Ležel na jižní části ostrova Sjælland, dále zabíral ostrovy Falster, Møn a Lolland. Sídlo okresu bylo Nykøbing Falster.

## Města a obce
(počet obyvatel k 1. červnu 2005)
| - Fakse (12 357) - Fladså (7 663) - Holeby (3 950) - Holmegaard (7 525) - Højreby (4 027) - Langebæk (6 322) - Maribo (11 060) - Møn (11 624) - Nakskov (14 791) - Nykøbing-Falster (25 414) - Nysted (5 372) - Næstved (48 593) | - Nørre Alslev (9 571) - Præstø (7 636) - Ravnsborg (5 534) - Rudbjerg (3 378) - Rødby (6 570) - Rønnede (7 273) - Sakskøbing (9 281) - Stevns (11 489) - Stubbekøbing (6 755) - Suså (8 589) - Sydfalster (6 985) - Vordingborg (20 713) |